# Wabua paluma
Wabua paluma là một loài nhện trong họ Stiphidiidae.
Loài này thuộc chi Wabua. Wabua paluma được V. T. Davies miêu tả năm 2000.